# El Correo de Guipúzcoa
El Correo de Guipúzcoa fue un periódico de ideología carlista editado entre 1898 y 1911 en la ciudad española de San Sebastián, durante la Restauración.

## Historia
Publicación periódica editada en la ciudad guipuzcoana de San Sebastián bajo el subtítulo «diario tradicionalista», su director fue José de Liñán. Su primer número apareció en enero de 1898. Aparecía en números de cuatro páginas de 60 x 42, a seis columnas, impreso en una imprenta propia. Fue redactor del diario Daniel Aizpurúa. Su redacción habría sido asaltada por «elementos armados» el 31 de agosto de 1901, según José Navarro Cabanes. Más adelante pasaría a dirigirlo Román Oyarzun, que lideraba la publicación hacia 1908. El periódico, que realizó campañas contra republicanos y nocedalistas, cambió su título por el de El Correo del Norte a comienzos de 1912.